# Villa von Vilamoura
Der Cerro da Vila (Hügel der Villa/Hügel des alten Dorfes) ist eine archäologische Fundstelle in Vilamoura, Gemeinde Quarteira an der südportugiesischen Algarveküste, etwa 15 km nordwestlich von Faro. Vornehmlich bekannt ist sie für ihre reichen architektonischen Zeugnisse einer ländlichen Siedlung der römischen Kaiserzeit, welche sich primär auf die maritime Wirtschaft (Fischfang, Garum- und Purpurproduktion) fokussierte. Unter anderem weist sie aber auch Bau- und Grabbefunde westgotischer sowie islamischer Zeitstellung auf. Die als IIP klassifizierten Ruinen sind teils musealisiert und als Freilichtmuseum der Öffentlichkeit zugänglich (s. u., Musealisierung und Schutzbemühungen).

## Topographie
Heute liegt Cerro da Vila auf einer etwa sechs Meter hohen Anhöhe. Im Norden und Osten ist der Hügel durch die moderne Bebauung der Stadt begrenzt. Im Süden der Anlage befindet sich der heutige Hafen. Westlich grenzt die Fundstelle an einen etwa 400 Meter breiten Schilfgürtel und an den für diese Region beliebten Badestrand. In den letzten 25 – 30 Jahren wurde das Areal um Cerro da Vila im Zuge der Vorbereitungen zum Bau einer geplanten Hotelanlage zusätzlich durch Bauschutt und Aufschlämmung erhöht.
Historisch gesehen liegt die Fundstelle am südöstlichen Ende einer während der letzten 6000 Jahre verlandeten Lagune. Der Verlandungsprozess ging durch erhöhte Bodenerosion und dadurch erzeugtes Sediment spätestens seit dem 1. Jahrtausend v. Chr. beschleunigt vonstatten, allerdings waren bis in die römische Zeit wohl noch einige an das offene Meer führende Fahrrinnen schiffbar.
Auf Grund von 14C-Datierungen und Funden von Resten römischer Ruinen ca. 600 m vor der rezenten Küstenlinie ist davon auszugehen, dass der Meeresspiegel zu römischer Zeit ca. acht Meter unter dem heutigen Niveau lag.

## Historischer Kontext
Späte Republik bis frühe Kaiserzeit
Erste Siedlungsnachweise (Siedlungsphase A) lassen sich bereits in der spätrepublikanischen Zeit mit Ende des zweiten punischen Krieges in der Gründungsphase von Hispania ulterior greifen. Im Zuge der Provinzeinrichtungen auf der iberischen Halbinsel konnte im Bereich des Cerro da Vila ein Kleingehöft mit Kernbau („kompakte Gehöftanlage“) und eine zugehörige Zisterne bereits unter Kaiser Augustus im Zuge seiner Neuordnung des Territoriums nachgewiesen werden.
Mittlere Kaiserzeit

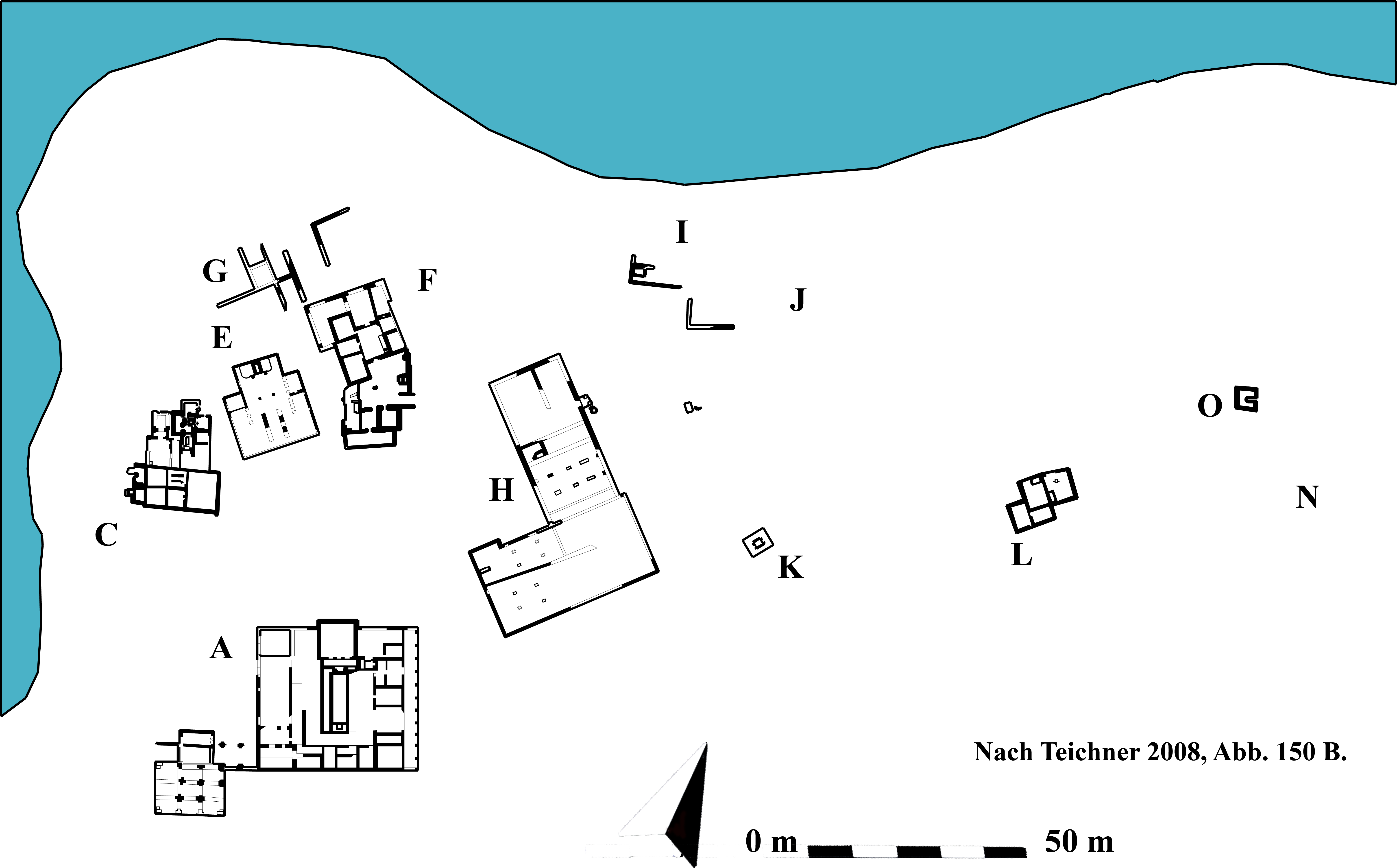
Ausbauphase der Siedlung während der mittleren Kaiserzeit

Für die spätflavische Zeit bis in die Spätantike hineinreichend, konnte ein kontinuierlicher Ausbau der zunächst sehr kompakten Anlage zu einer Siedlung nachgewiesen werden. Rege Handelsbeziehungen der Hafensiedlung ist durch zahlreiche Importkeramik aus Italien und Gallien belegt. Mit Anstieg der Bevölkerungszahl wurden neben dem Ausbau der Wasserversorgung und einer Thermenanlage auch Gewerbebauten angelegt, die sog. fabricae. Diese dienten zur Verarbeitung von maritimen Erzeugnissen und der Herstellung von Purpur.
Die „Krise“ der römischen Wirtschaft
Auch während der Zeit der sog. Reichskrise des 3. Jahrhunderts, welche durch innerpolitische Probleme, diverse Konflikte mit Fremdvölkern und der Pest wirtschaftliche Schwierigkeiten für das gesamte römische Imperium mit sich zog und damit die Produktion und den Handel von Garum an der lusitanischen Westküste beeinträchtigte, blieb Cerro da Vila offensichtlich dank seines Spezialgewerbes, der Gewinnung von Farbstoff aus Meeresschnecken, weitestgehend verschont. Zwar sind für diesen Zeithorizont einige Umstrukturierungen auf dem Cerro da Vila identifizierbar, doch deuten diese eher auf einen Aufschwung durch eine Steigerung der Produktionskapazitäten hin. Dies steht allgemein im Einklang mit den Entwicklungstendenzen der Wirtschaft im lusitanischen Westen.
Spätrömische Zeit
In den darauffolgenden Jahrhunderten, der Zeit der Tetrarchie bis in die 1. Hälfte des 5. Jahrhunderts, war die Entwicklung von Cerro da Vila von größeren Um- und Ausbauten geprägt. Auf Grund der Verwaltungsreform Diokletians, der den Aufstieg der einstigen Provinzhauptstadt Emerita Augusta zur Metropole der dioecesis Hispaniarum zur Folge hatte und der starken Verbindung in den nordafrikanischen Raum, florierten die Hafenstädte des lusitanischen Westens und entwickelten sich fortlaufend zu immer größer werdenden Siedlungen. Auch auf dem Cerro da Vila wurde das Siedlungsareal immer weiter ausgebaut, besondere Beachtung lag hier auf dem Ausbau der Wohnareale A (Teichner Phase III a–c).
Westgotische wie Islamische Zeit
In den folgenden Jahrhunderten nahm der christliche Einfluss im römischen Reich immer mehr zu. Vor allem nach Erhebung des Christentums zur Staatsreligion im Anschluss an die Konstantinische Wende unter Konstantin I. und Licinius machte sich dieser Einfluss allmählich auch in Cerro da Vila bemerkbar, wie ein mehrschiffiger, vermutlicher Kultbau im Bereich der fabrica J andeutet. Dieser wird anhand der Keramik in die westgotische Zeit des 6. – 7. Jahrhunderts datiert.
Auch nach der islamischen Expansion und dem damit einhergehenden Beginn des al-Andalus, belegen die Funde ein weiteres Fortbestehen der Siedlungsaktivitäten auf dem Cerro da Vila. Spuren dieser islamischen Ansiedlung zeigen sich durch die Funde von lokal hergestellter und hochwertiger Tonware, welche sich der „emiralen und kalifalen Phase der arabischen Herrschaft“ zuordnen lassen. Nach durchgeführten Geländeforschungen, ließ sich ebenfalls der Nachweis eines islamischen Wohnviertels erbringen.
Das Cerro da Vila weiterhin als wichtiger Siedlungsplatz genutzt wurde, lässt sich nicht nur auf Grund seiner, trotz fortschreitender Verlandung der Lagune, naturräumlich begünstigten Lage erahnen. So weist ein reicher Münzschatz aus Dirhem-Münzen des 9. Jahrhunderts auf den vor Ort konzentrierten Reichtum hin.
Islamische Feinkeramikfunde aus dem 10. und 11. Jahrhundert waren mitunter die letzten Zeugnisse einer Besiedlung auf dem Cerro da Villa, bis der Hügel wohl noch vor der christlichen Rückeroberung in 1249 vollends aufgegeben wurde.

## Forschungsgeschichte
Ein erster Hinweis auf die Fundstelle erfolgte bereits durch Estácio da Veiga in dessen 1910 posthum erschienenem Werk Antiguidades Monumentaes do Algarve V.
Durch Erschließungsmaßnahmen im Jahr 1963, im Zuge der Erweiterung von Vilamoura, kam die Fundstelle in moderner Zeit zurück in das Blickfeld der Archäologie. Leider verliefen die ersten Arbeiten archäologisch unbegleitet, so dass wesentliche Teile der Ruinen undokumentiert zerstört wurden, bevor eine Baubegleitung durch José Farrajota gewährleistet werden konnte. Noch im selben Jahr, am 11. Oktober 1963, begannen schließlich die ersten Ausgrabungen unter der Leitung des Archäologen Afonso do Paço, der diese bis 1968 leitete. Während dieser ersten Grabungskampagne wurden neben zahlreichen antiken Fundstücken auch ein Mosaikfußboden in situ in dem Bereich des zentralen villenartigen Komplexes gefunden. Ferner fand man in mittelbarer Nähe zwei, mit opus signinum ausgekleidete, rechteckige Becken und ca. zwei km nordöstlich der Fundstelle, im Vale de Tesnado, die Reste einer Staumauer und einer Frischwasserleitung. Bereits hier ging man von einer Ausdehnung der Anlage von über drei Hektar aus.
Der Lissabonner Archäologe Fernando de Almeida übernahm die Grabungen Afonso do Paços im Jahre 1969 und setzte diese bis 1971 fort, bis José Luís Martins de Matos übernahm und die Grabungen für die folgenden 20 Jahre leitete. Bereits zu dieser Zeit ließ sich anhand der Keramikfunde eine zeitliche Tiefe der Fundstelle zeigen, welche römische, westgotische und islamische Zeithorizonte abdeckte. Dies ließ zum einen eine andauernde Siedlungskontinuität annehmen, erschwerte aber zugleich die Interpretation der einzelnen Baustrukturen, die so nicht nur funktional, sondern auch chronologisch klar voneinander zu trennen waren.
Im Zuge seiner 20-jährigen Grabungskampagne hielt de Matos sein Hauptaugenmerk auf die Baueinheiten A, C, D, E, F, H, J, K und O, sowie südlich des heutigen Museums gelegene, vermutlich in der islamischen Epoche errichtete Brennöfen, späte technische Einrichtungen der Baueinheiten A und H. Hinzu kam, in Zusammenarbeit mit Ana Luisa Santos der Universität von Coimbra, die Untersuchung der Nekropole N, dem römischen Gräberfeld.
Von 1999 bis in 2003 erhielt das Frankfurter Forschungsprojekt ("Archäologische Untersuchungen von vier römischen Landvillen und ihrer Territorien in Südportugal (Algarve)"), finanziell unterstützt von der Fritz Thyssen Stiftung, eine Grabungsgenehmigung in Cerro da Vila. Ziel des Projektes war primär, die bislang unterbliebene feinchronologische Abfolge der einzelnen Baustrukturen zu klären. Aufgrund der nicht den derzeitigen Standards entsprechenden früheren Ausgrabungen sind jedoch viele Detailfragen im Hinblick auf die Siedlungsentwicklung nicht mehr zu beantworten gewesen. So sind Untersuchungen der Stratigraphie der einzelnen Baustrukturen bzw. des Gesamtareals bis zum Beginn des Frankfurter Forschungsprojektes nur unzureichend vorgenommen worden, was die unwiederbringliche, da undokumentierte, Zerstörung (archäologische Methode) wichtiger Schichtfolgen zum Resultat hatte. Des Weiteren zielte das Projekt auf eine Analyse der antiken Gewerbebauten in ausgewählten Stätten der Algarve hin, die näheren Aufschluss über die hergestellten Güter, das Leben und den Handel geben sollten. Durch archäometrische Untersuchungen bestätigt, wurde in der Gewerbeanlage (fabrica) J, welche in der Antike an einem als Ankerplatz genutzten Lagunenarm lag, die Herstellung des in der antike teuren und kostbaren Farbstoffes Purpur nachgewiesen. Umfassend konnte auf Basis der Frankfurter Forschungen die Entwicklung der Siedlung vom Ende der römischen Republik (Anfang 1. Jahrhundert v. Chr.) bis hin zur Ankunft der arabischen Berber Anfang des 8. Jahrhunderts festgestellt, sowie die Siedlungskontinuität in den einzelnen Baustrukturen nachgewiesen werden.
Unterstützend zur traditionellen Ausgrabung kam zudem in weiten Teilen des Frankfurter Forschungsprojekts die Geophysikalische Prospektion zum Einsatz, mit deren Hilfe weitere Baustrukturen nachgewiesen werden konnte. Der Gewerbebau fabrica J beispielsweise ist zunächst komplett mit Hilfe der Geomagnetik und anschließend in Teilen diagnostisch untersucht worden.
Die Genese der Topographie im unmittelbaren Umland der Lagune, vom Neolithikum bis heute, konnte zwischen 2006 und 2011 im Rahmen des von der Deutschen Forschungsgemeinschaft geförderten Projekts „Geoarchäologische Rekonstruktion der jungholozänen Landschaftsgeschichte an der Algarve (Südportugal)“ geklärt werden.

## Architektonische Zeugnisse

### Überblick

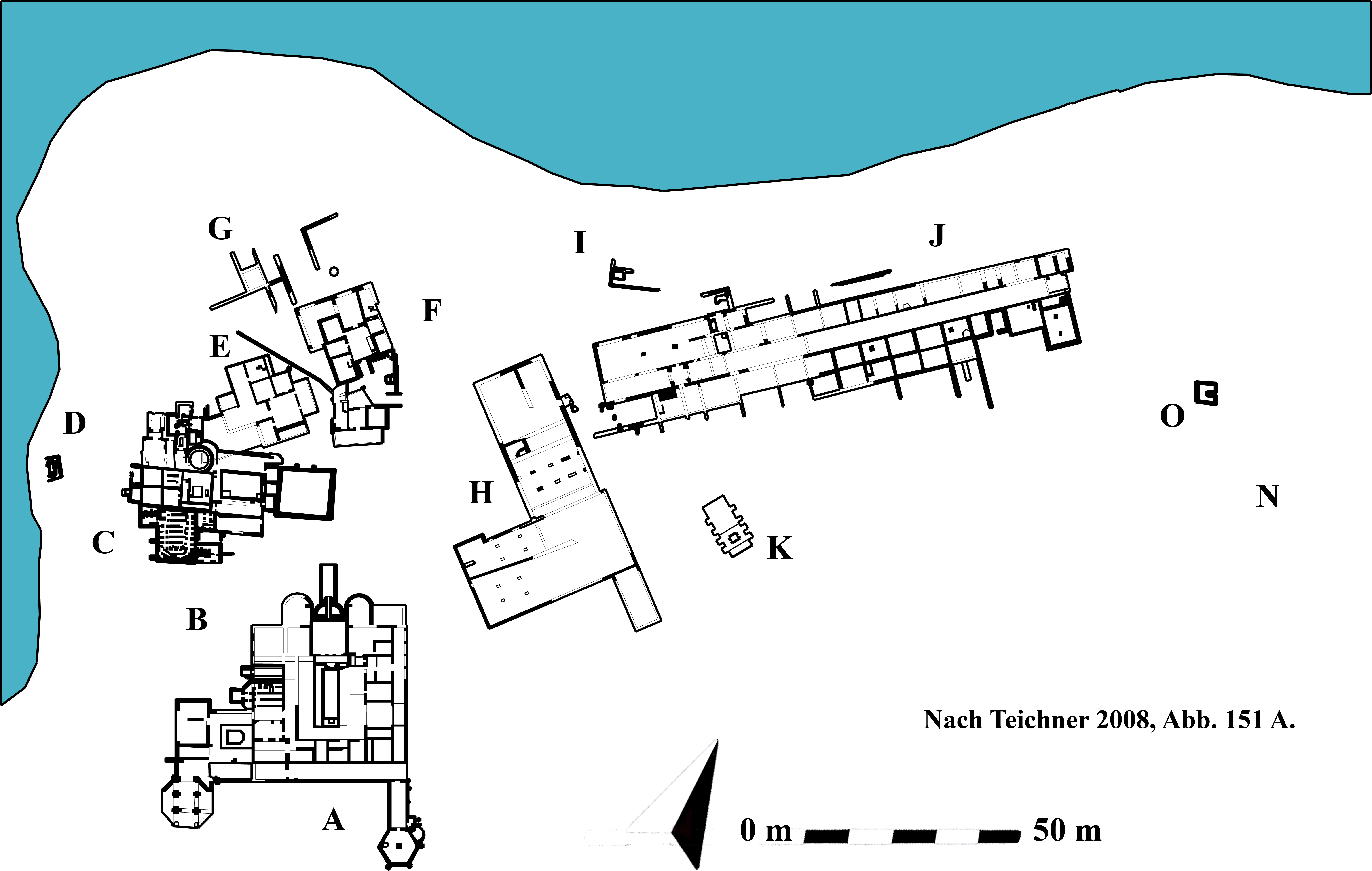
Ausbauphase der Siedlung während der späten Kaiserzeit

In der römischen Kaiserzeit weist die küstennahe Besiedelung auf dem Cerro da Vila ein reiches Architekturspektrum auf, welches auch aus klassischem Villenkontext bekannt ist. Ein villenartiger Komplex (Baueinheit A) mit reicher Ausstattung mit polychromen Mosaikböden und eigenem balneum bildete den Kern der Anlage. Nördlich davon befand sich zusätzlich eine große Thermenanlage (Baueinheit C). Mit der mittleren Kaiserzeit entstehen ausladende, klar strukturierte fabricae im Osten des Geländes (Baueinheiten H, J und I), in denen hochkomplexe Produkte wie Farbstoffe hergestellt, sowie Meeresfrüchte verarbeitet wurden. Dieses deutlich auf Überschuss ausgerichtete Wirtschaftswesen stellte die wirtschaftliche Grundlage der Siedlung dar. Anders als in anderen Villen Lusitaniens, etwa Milreu, weisen dabei die vermutlichen Wohnquartiere der Arbeiter (Baueinheiten G, E, F) allerdings durch ihre Bauformen und die Ausstattung mit Mosaikböden einen hohen Grad an Luxus und Individualität auf. An den östlichen Rand der Siedlungsfläche gliederte sich eine weitläufige Nekropole mit großzügig angelegten Mausoleen und anderer Sepulkralarchitektur an.
Der wirtschaftliche Bezug zum Meer, nun war die garum-Produktion vorherrschend, blieb in westgotischer Zeit erhalten. Zudem erhielten sich aus dieser Zeit Zeugnisse einer weitläufigen Körpergrabnekropole sowie von christlichen Sakralbauten.
Aus islamischer Zeit sind indes nur wenige kleinteilige Baustrukturen erhalten. Diese orientierten sich nicht mehr an den vormaligen römischen Gebäuden. Auch scheint sich die wirtschaftliche Grundlage der Siedlungsstelle geändert zu haben, wie Befunde von Keramiköfen und Funde von glasierter Keramik andeuten.

### Wohnbauten

Phasen II und III des Hauptgebäudes A der Anlage.

Baueinheit A bezeichnet den Kern der Anlage. Über seine gesamte Laufzeit hinweg sind zahlreiche An- und Umbauten fassbar, welche von Teichner in sieben Phasen eingeteilt wurden. Diese können grob in die folgenden vier Schritte destilliert werden:
kompakte Gehöftanlage (Teichner Phase I)
Am südwestlichen Rand der Siedlungsfläche gelegen, bildete eine „kompakte Gehöftanlage“  nach derzeitigem Forschungsstand den Ausgangspunkt der römischen Besiedelung des Areals. Dieser nur teilweise archäologisch erfasste Bau besaß wohl eine rechteckige Grundform und maß etwa 18 m × 20 m. Damit kann er vermutlich der größeren Gruppe der Wehrgehöfte der ersten Kolonistengeneration in der spätrepublikanisch-frühkaiserzeitlichen Zeit zugeordnet werden.
Peristylhaus (Teichner Phase II)
In spätflavischer Zeit erfährt die Anlage eine wesentliche Erweiterung im Nordosten, wo ein symmetrisches Peristylhaus entsteht, dessen Räume sich um einen Innenhof samt piscina gruppieren. Charakteristisch für die sich in das Peristyl hin öffnenden Wohnräume zeigt sich eine Zweiteilung in einen schmalen Vorraum und einen dahinterliegenden Schlaf- oder Arbeitsraum. Der Nordteil wird dominiert von einem 7,8 m × 7,85 m großen, repräsentativem Speisesaal (biclinium) mit reicher Mosaikausstattung. Der zentrale Innenhof mit der piscina, einem knapp 80 cm tiefen, 1,1 m breiten und 3,2 m langen Wasserbecken, diente, ausgestattet mit Garten- und Mosaikflächen, als repräsentativer Verteilerraum. Der Zugang in den Komplex wurde durch ein in der Ostflanke installiertes quadratisches vestibulum mit polychromem Mosaik gewährt. Nach den Ausgräbern ist für Teile des Baus Zweigeschossigkeit anzunehmen.
Risalitanlage mit balneum (Teichner Phase III a–c)

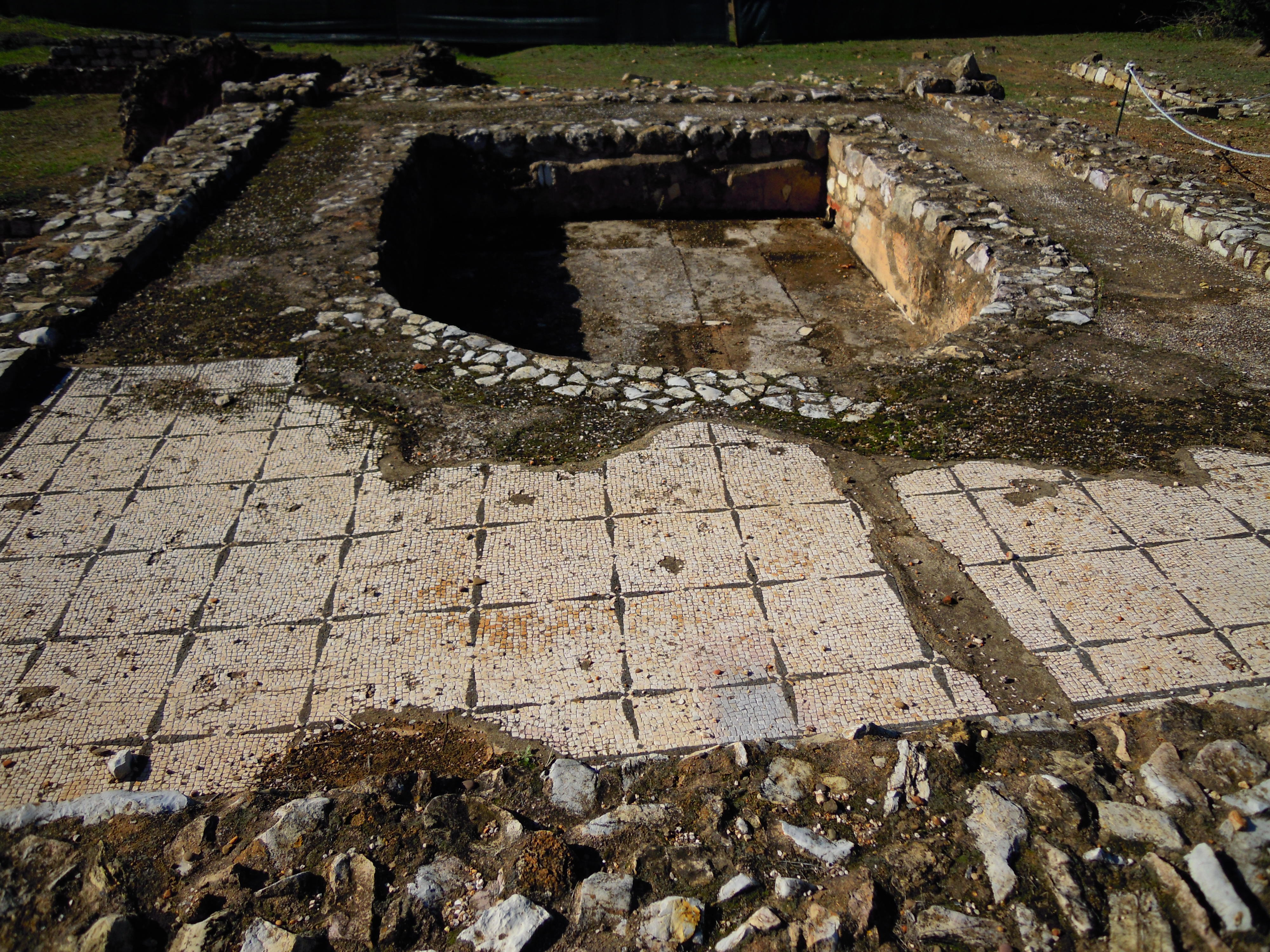
Frigidarium des balneums des Hauptbaus, Römische Ruinen von Cerro da Vila, Oktober 2016

Für den Verlauf des 3.–4. Jahrhunderts lässt sich eine weitere Vergrößerung der Anlage fassen. Charakteristisch sind an der Südfront nun ein vorgesetzter langgestreckter Korridor mit Eckabschlüssen im Westen und Osten. Während im Osten ein hexagonaler, weit vorgezogener Risalitbau angebracht ist, ist die Situation im Westen aufgrund der Störung des Befundes unklar: Rekonstruiert werden entweder ein Risalitbau wie im Osten oder ein polygonaler Bau. Eine weitere große Veränderung bildet die Integration eines eigenen balneums in den Westflügel. Neben zahlreichen weiteren kleineren Veränderungen ist nun auch erstmals ein Untergeschoss im Bereich des balneums sicher zu fassen.
Funktionale Umstrukturierung zu Produktionsstätte (Teichner Phasen IV-V)
Zum Ende der Nutzung des Baus, auf den „Übergang von der Spätantike zum frühen Mittelalter“ datiert, unterlief dieser einen grundsätzlichen Wechsel in der Art seiner Verwendung: War in spätantiker Zeit bereits die Anlage in ihrer Größe reduziert sowie befestigt worden, werden nun in den zuvor rein für Wohn- und Repräsentationszwecke genutzten Bau Becken sowie Vorratsgruben integriert. Zudem fanden sich nördlich von A kleinere Einraumbauten in Trockenbauweise, welche sich in ihrer Anlage nicht auf die vorhergehende Bebauung bezogen und in ihrer Mauertechnik deutlich von den früheren römischen Bauten abzugrenzen sind.
Weitere kleine Wohnbebauung
Nördlich der großen Thermen (C) schlossen sich einzelnstehende Gebäudegruppen (E, F und G) an. Diese zum Teil mit einem atrium testudinatum (Überdecktes Atrium) versehenen Häuser stellten wohl Wohnhäuser abseits der großen repräsentativen Wohnräume im Haupthaus A dar. In ihrer eigenständigen Struktur und Ausstattung heben sie sich von separaten Wohnräumen wie in Abicada oder Milreu ab und boten ihren Bewohnern gehobenen Wohnkomfort.

### Thermae

Phasen I-III der großen Thermen C

Ein großer Thermenkomplex (Baueinheit C) befand sich nordwestlich des Hauptgebäudes A. Seiner Form nach entspricht dieser dem Reihentypus römischer Badeanlagen, mit den gängigen Raumformen apodyterium, frigidarium, tepidarium und caldarium. Praefurnia für die ausgedehnte hypocaustum-Anlage befanden sich dabei im nördlichen und westlichen Gebäudeteil.
Der als kompakte Thermenanlage in der mittleren Kaiserzeit begründete Baukomplex erfuhr bald einen großzügigen Ausbau, in welchem unter anderem der Eingangsbereich um eine palaestra erweitert, eine natatio angebaut, sowie der gestiegene Wasserbedarf mittels eines großen Wasserspeichers gestillt werden sollte. Zudem erhielt die Anlage im Südteil ein weiteres repräsentatives caldarium. Im Verlauf der späten Kaiserzeit indes wurde die genutzte Grundfläche wieder reduziert, insbesondere am Südflügel nahm man zahlreiche Umbauten vor. In dieser Zeit wird auch das Hauptgebäude (A) mit den bis dahin freistehenden Thermen über einen ausgebauten Gang architektonisch verbunden.

### Gewerbebauten (fabricae)

#### Östliche großefabrica– Baueinheit J
Auf dem Hangareal am nordöstlichen Ende der Museumsfläche befand sich in römischer Zeit ein großer Gewerbekomplex. Dieser unterlief zahlreiche Um- und Ausbauten, welche von Teichner in sechs Phasen, von der zweiten Hälfte des 1. Jahrhunderts bis in das 11. Jahrhundert, unterteilt werden. Aufgrund der vormaligen intensiven landwirtschaftlichen Nutzung des Areals herrschen zum Teil nur sehr schlechte Erhaltungsbedingungen vor.
Vorbebauung (Teichner Phase I)
Für die flavische Zeit ist eine Bebauung über spätere Planierschichten nachgewiesen. Konkrete Baubefunde fanden sich bislang allerdings nicht.
Erster Gewerbebau (Teichner Phase II)
Nach der Einplanierung der früheren Bebauung kann die Anlage eines kleinen Gewerbebaus nachgewiesen werden. Zwar ist dieser nur in kleinen Fragmenten erfasst, doch deuten einzelne Öfen und Becken auf handwerkliche Tätigkeit hin. Auch eine separate Wasserversorgung ist über Kanalbauten gesichert gewesen. Nach Teichner sind diese Bauten bis Mitte des 2. Jahrhunderts entstanden.
Großer Gewerbebau (Teichner Phase III a–b)
Eine erneute Planierung des Areals in der zweiten Hälfte des 2. Jahrhunderts markiert den Beginn der Bauten eines großen zu Produktionszwecken genutzten Baus. Dieser stellt sich als eine etwa 120 m lange, lineare Struktur dar, dessen langrechteckige Räume gestaffelt entlang einer zentralen, etwa 4,5 m breiten gepflasterten Straße liegen. Der Zugang zu selbiger konnte über Toranlagen an beiden Enden des Gebäudes geregelt werden. Neben zum Teil mehrschiffigen Lagerhallen unterschiedlicher Größe zeigt sich für die restlichen Produktionsräume eine mittlere Länge von etwa 6,20 m. Während die Mauern einheitlich aus opus caementitium (röm. Gußmauerwerk) gefertigt und grob verputzt waren, fiel die Bodengestaltung, abhängig von der angedachten Nutzung, variabel aus. So konnte opus signinum, Stampflehmboden, Plattenböden nachgewiesen werden. Zudem fanden sich in den einzelnen Räumen regelmäßig technische Einbauten wie Produktionsbecken aus opus signinum sowie Fundamentbasen für Pressen.
In der fortgeschrittenen Nutzungszeit (4.–5. Jahrhundert) erfolgten zahlreiche Umbauten und Ausbesserungen an den Baukörpern. Charakteristisch ist, dass diese in minderer Qualität (z. B. Bruchsteinmauerwerk statt opus caementitum) ausgeführt worden waren. Zugleich deutet der Einbau weiterer Becken auf eine angestrebte Steigerung des Produktionsvolumens hin. Selbige dürfte allerdings jäh unterbrochen worden sein, wie marine Sedimente zeigen, welche als Spuren eines Sturm- oder gar Tsunamiereignisses gedeutet werden.
Heterogene Nutzung des Areals (Teichner Phase IV)
Im Anschluss stellen sich tiefgreifende Veränderungen der Nutzung ein. Zum einen ändert sich die Gewerbetätigkeit: Weg von der fischereibasierten Produktion hin zur Verarbeitung von Buntmetallen, wie durch die Verfüllung der Becken und der Einrichtung von Öfen zur Metallverarbeitung nachgewiesen werden konnte. Zum anderen werden einzelne Räume so umgebaut, so dass diese, etwa über den Einbau von Kochnischen, als Wohnraum genutzt werden konnten. Im Südwesten reichen nun Teile einer Körpergrabnekropole westgotischer Zeitstellung in die ehemalige fabrica hinein.
Späte Wohnbebauung (Teichner Phase V)
Wohl in islamischer Zeit erfolgt die Überprägung mit Trockenmauerwerk. Dieses wird unter Verwendung von spolia und sonstigem Bauschutt der fabrica errichtet. In einer der Vorratsgruben dieser Zeitstellung fand sich zudem ein in das beginnende 10. Jahrhundert datierter Silbermünzschatz aus Dirhem-Münzen.

#### Westliche großefabrica– Baueinheit H
Zwischen dem Hauptbau A und der großen fabrica J gelegen, fanden sich Spuren einer weiteren großflächigen Gewerbeanlage. L-förmig deckt diese eine Grundfläche von über 1000 m² ab und setzte sich aus mehreren zum Teil mehrschiffigen Hallen zusammen.
Ausgehend von einer einfachen, im 1. Jahrhundert planierten Zisternenanlage (Phase I) können zwei weitere Bauphasen unterschieden werden:
In Phase II entsteht bereits genannte L-förmige Grundform, welche sich aus drei großen Gewerbehallen zusammensetzte. Becken legen die Verarbeitung von Meeresfrüchten nahe.
Neben einigen kleineren Umbauten ist für eine nachfolgende Phase III, aufgrund der Funde in die Spätantike datiert, das Segmentieren größerer Raumeinheiten in kleinere Abteile charakteristisch. Zusätzlich zu den weiterverarbeitenden marinen Erzeugnissen finden sich nun die Zeugnisse von Buntmetallverarbeitung im Fundspektrum.

#### Nördliche kleinefabrica– Baueinheit I
Im Norden des Geländes sind Teile einer möglichen Gewerbeanlage gefunden worden. Hinweise auf deren Nutzung liefern der Nachweis einer von Ziegelplatten abgegrenzten Arbeitsfläche, sowie in den Boden eingelassene dolia und Amphoren zur Speicherung des produzierten flüssigen Erzeugnisses. Dem Fundmaterial nach Bestand der Bau vom 1.–3. Jahrhundert und wurde im 4. Jahrhundert abgerissen.

### Hafenanlagen
Westlich des Hauptgebäudes (A) fanden sich, neben über Antike und Mittelalter hinaus nicht verlandeten Seitenarmen der Ribeira de Quarteira, das Fundament einer aus opus caementitium, einem römischen hydraulischen Gusszement, gefertigten 40 m langen Steinstruktur. Dieses war auf in den Boden getriebene Holzpfähle gegründet und wird von den Ausgräbern als Teil einer zweiphasigen Hafenanlage angesprochen, welche von flavischer Zeit bis in die Spätantike Bestand hatte.

### Wasserversorgung
Als Zeichen eines gewissen Lebensstandards können die Anstrengungen zur Erlangung einer geregelten Wasserversorgung gelten. Für die Versorgung der Anlage auf dem Cerro da vila ist im benachbarten Vale Tesnado ein seit dem 2. Jh. n. Chr. bestehender (und heute in einen Golfplatz integrierter) Staudamm samt zur Fundstelle führendem Aquädukt nachgewiesen. Das so gewonnene Wasser wurde sowohl für den Bedarf innerhalb der Wohnbauten und thermae, als auch in den fabricae gebraucht und über zahlreiche lokale Ton- und Bleileitungen verteilt.

### Nekropolen

#### Römische Körpergräber und Grabbauten
Reste der römischen Nekropole (K, N und O auf dem Gesamtplan) fanden sich südöstlich des von Villa und den fabricae eingenommenen Areals. Das westliche Ende markiert dabei das mausoleum K, ein aus der Kaiserzeit stammender Grabbau, das östliche Ende wird durch den Grabturm O definiert. Vornehmlich in dessen Umgebung fanden sich zahlreiche Körpergräber des 2.–4. Jahrhunderts. Beide größeren Grabbauten befinden sich in einem schlechten Erhaltungszustand, so dass diese weder sehr genau datiert, noch im Detail rekonstruiert werden können.

#### Spätantike ‚westgotische‘ Körpergräber und Kultbau
Reste einer spätantiken, bzw. westgotischen Nekropole fanden sich in Form von einzelnen Körpergräbern im Bereich zwischen der fabrica J und des mausoleum K. Einzelne späte Mauerfluchten im Westteil der fabrica können nach Teichner als Reste eines christlichen Sakralbaus, einer Kirche, gedeutet werden.

## Kontext: Marmeleiros, Quarteira
Dem Cerro da Vila am anderen Ufer der Lagune gegenüberliegend ist eine weitere römische Fundstelle zu verorten. Diese villa rustica war vermutlich primär auf Fischerei ausgerichtet und bestand in zwei Bauphasen vom Ende des 1. Jahrhunderts v. Chr. bis mindestens zum Ende des 1. Jahrhunderts n. Chr. (keramikbasierter terminus post quem). Mit bislang nur vier archäologisch erfassten an einem Hof anschließenden Räumen, kann sie als eines der frühkaiserzeitlichen Beispiele ländlicher Hofanlagen in Lusitanien gelten und ähnelt einzelnen frühen baulichen Teilstrukturen auf dem Cerro da Vila sehr (vgl. Übersichtsplan, M). Benachteiligt durch die Lage am Ende der Lagune litt die Anlage allerdings deutlich stärker unter der zunehmenden Verlandung, weshalb ihr mittelfristig die wirtschaftliche Grundlage abhanden ging.

## Musealisierung und Schutzbemühungen
Das gemeindefreie Gebiet Vilamoura organisierte auf 550 m² im Westteil des ehemaligen besiedelten Geländes ein vom Instituto de Gestão do Património Arquitectónico e Arqueológico (IGESPAR) betriebenes Freilichtmuseum. Die einzelnen Bauglieder wurden hierzu teilweise wieder um einige Steinlagen aufgemauert, bzw. mit modernem Beton gesichert. Ein Rundweg mit erklärender Beschilderung führt den Besucher durch die Anlage. Nördlich und östlich anschließende Flächen außerhalb des archäologischen Parks sind zwar aus der landwirtschaftlichen Nutzung ausgenommen, allerdings nicht zu besichtigen. Einblicke in das Fundspektrum und die archäologischen wie historischen Hintergründe bietet eine Ausstellung in einem kleinen Museumsbau im Süden des Museumsgeländes.
Die derzeitigen (06/2017) Öffnungszeiten sind: täglich, 09:30–12:30 Uhr und 14:00–18:00 Uhr. Der Eintritt kostet € 3,-
Die Ruinen sind als Bodendenkmal registriert (sog. Imóvel de Interesse Público (antiga) (IIP)) und damit ihre Schutzwürdigkeit gesetzlich gesichert.